# Isabel González
Isabel González Dávila (2 de mayo de 1882 - 11 de junio de 1971) fue una educadora, y destacada activista boricua, que ayudó a allanar el camino para que los puertorriqueños tuvieran ciudadanía estadounidense.
Como una mujer embarazada soltera joven, González tenía sus planes para encontrar y casarse con el padre de su hijo no nacido, yendo por el Departamento del Tesoro de Estados Unidos, cuando fue excluida como extranjera "probable a convertirse en una carga pública" a su llegada a ciudad de Nueva York.
González impugnó al Gobierno de Estados Unidos en el caso innovador González vs. Williams (Caso 192 U.S. 1 (1904). Oficialmente, el caso fue conocido como "Isabel González, apelante, contra William Williams, Comisionado de Inmigración de Estados Unidos en el puerto de Nueva York" N.º 225, argumentó del 4 al 7 de diciembre de 1903, y decidió el 4 de enero de 1904. Su caso fue una apelación a la Corte de Circuito de los Estados Unidos para el distrito Sur de Nueva York, presentado el 27 de febrero de 1903, después de tener también su recurso de hábeas corpus (HC. 1-187) rechazado. Su caso del Tribunal Supremo es la primera vez que la Corte se enfrentó al estatus de ciudadanía de los habitantes de los territorios colonizados por Estados Unidos. González trabajó activamente la causa de la ciudadanía de EE. UU. para todos los puertorriqueños, escribiendo y publicando además cartas en el New York Times.

## Biografía
González era originaria y creció en San Juan, Puerto Rico, de Severo González y de su esposa Antonia Dávila, cuando la isla todavía era una posesión colonial española. Era una habitante nativa de Puerto Rico y un sujeto español, aunque no de la Península (España). Y residía en la isla, el famoso 11 de abril de 1899 (125 años), la fecha de la proclamación del Tratado de París de 1898, que cedió la isla a los Estados Unidos. Una de las condiciones del tratado, era la transferencia por cesión de la lealtad de los isleños a los Estados Unidos. González era una ciudadana de Puerto Rico, pero no de los Estados Unidos a pesar de que la isla era gobernada por la nación.
En 1902, el novio de Isabel dejó Puerto Rico hacia la ciudad de Nueva York, dejándola embarazada, y con otro hijo de un matrimonio anterior (que era viuda) detrás. Se fue con la intención de encontrar un trabajo en una fábrica en Linoleumville, Staten Island, en el barrio donde el hermano de Isabel, Luis González trabajó. González fue a reunirse con él allí, e iban a casarse después de haber encontrado un lugar para vivir.

## Situación en el Puerto Rico pre 1904
Bajo los términos de la Tratado de París, que fue ratificado el 10 de diciembre de 1898, Puerto Rico fue anexado por Estados Unidos después de la guerra hispano-estadounidense en 1898. España había perdido otra colonia más en el hemisferio occidental. Y Estados Unidos estableció un gobierno militar que actuaba tanto como jefatura del ejército colonialista de ocupación, y administrador de los asuntos civiles. Casi de inmediato, los Estados Unidos comenzaron el proceso de "estadounidenzación" en Puerto Rico. La ocupación de EE. UU. provocó un cambio total en la economía y en la política de Puerto Rico y  y no se aplicarían los principios democráticos en esa colonia. Puerto Rico se clasificó como un "territorio no incorporado", que significaba que las protecciones de la Constitución de los Estados Unidos — incluido el derecho de la ciudadanía - no se aplicaba de forma automática, ya que la isla pertenecía a los EE. UU., pero no era parte de los EE. UU.
El 15 de enero de 1899, el gobierno militar cambió el nombre de Puerto Rico a Porto Rico (y el 17 de mayo de 1932, el Congreso de EE. UU. devolvió el nombre a "Puerto Rico") y la moneda de la isla se cambió, del peso de Puerto Rico, al dólar estadounidense del sistema monetario de EE. UU. Estados Unidos ejerció su control sobre la economía de la isla, mediante la prohibición a Puerto Rico de negociar tratados comerciales con otros países, a partir de determinar tarifas de transporte marítimo de mercancías con el continente, distintas a las propias estadounidenses.

## Oposición a la ciudadanía de EE.UU. para los puertorriqueños
Hubo varios factores que contribuyeron a la oposición de dar la nacionalidad estadounidense a los puertorriqueños, por el gobierno colonial de EE. UU. El Congreso de EE. UU. se mostró reacio a incorporar plenamente a Puerto Rico, debido a que su población era considerada racial y socialmente, claramente inferior a los de la parte continental. En 1899, el senador George Frisbie Hoar describía a los puertorriqueños como: "gente sin educación, de mente simple e inofensivos, que sólo se interesan en  las mujeres, la música y el baile."
Antes de 1898, Estados Unidos organizaba sus nuevas adquisiciones desde gobiernos no tribales, en gran medida territorios autónomos, como preludio a la condición de Estado y, en general habían extendido protecciones constitucionales amplias, y la ciudadanía de EE. UU. a los residentes libres, no tribales. Después de 1898, ese proceso cambió, y en Puerto Rico, el Congreso estableció un gobierno centralizado y se negó a reconocer a los puertorriqueños como ciudadanos de EE. UU.
En el Caso de 1901 Downes v. Bidwell, la Corte Suprema de los Estados Unidos reconoció que la Constitución funcionaba de manera diferente en Puerto Rico, que en el continente. El jurista Edward Douglass White introdujo el concepto de territorio no incorporado, y razonó que a diferencia de los territorios anteriores, Puerto Rico no había sido incorporada por el Congreso o por tratado en EE. UU. Fue así como se fijó la doctrina de "extranjeros a Estados Unidos en un sentido doméstico", es decir, extranjeros con fines de derecho interno, sino también parte de los Estados Unidos en virtud del derecho internacional. Así, se decidió de permitir el establecimiento de sistemas políticos no democráticos, desiguales en dichos territorios, no exigiendo que esos territorios finalmente fuesen incorporados, y concedió una amplia libertad del Congreso y el poder ejecutivo en la estructuración de los sistemas políticos.

## Sus viajes a la ciudad de Nueva York

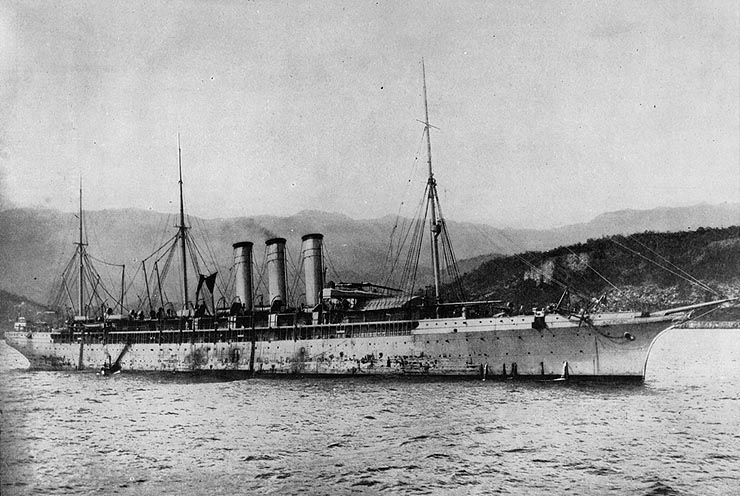
El SS Philadelphia (fue el USS Yale) que participó en la invasión colonial de Puerto Rico

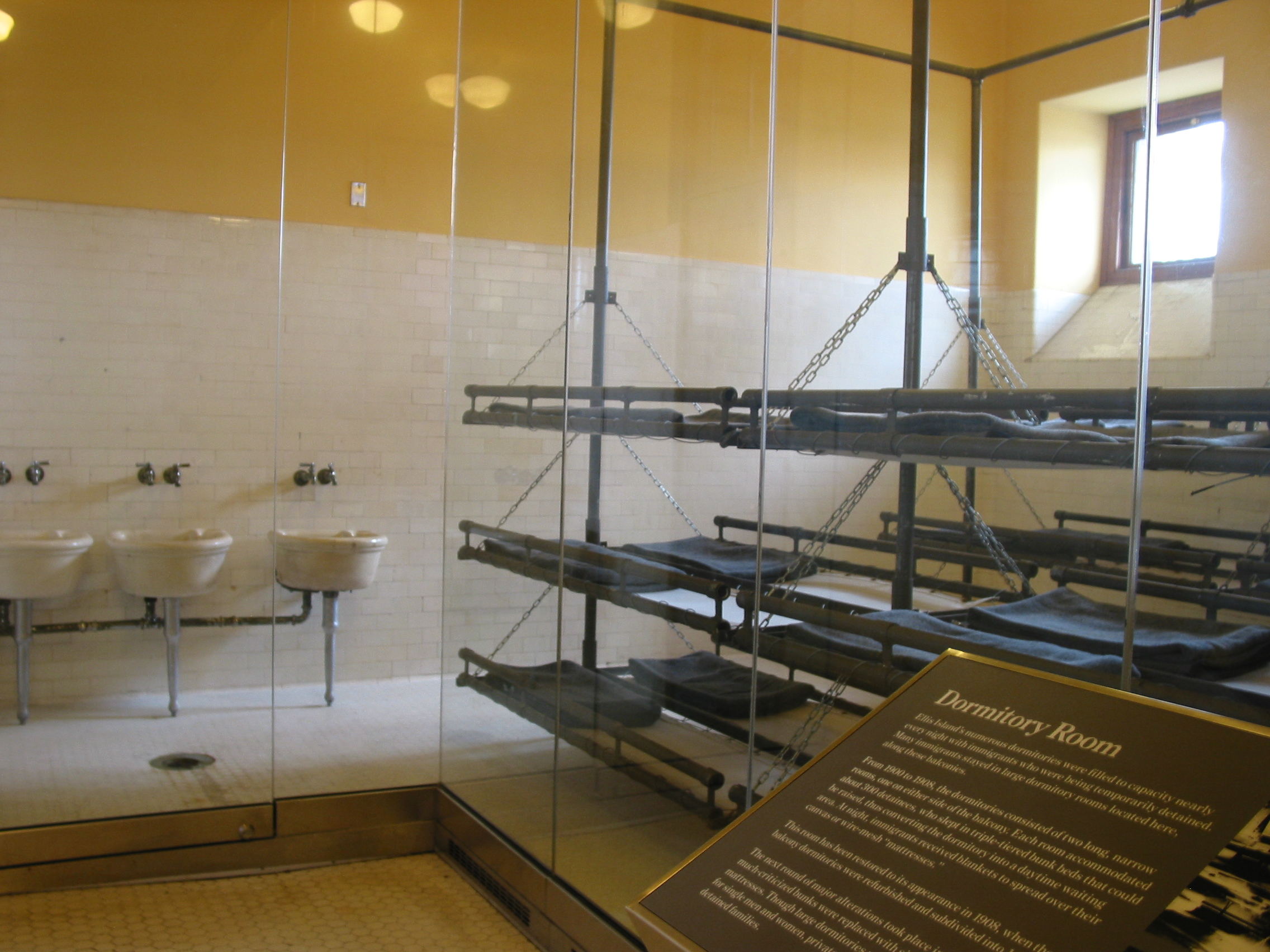
Celdas dormitorio, en la isla Ellis para inmigrantes detenidos

En agosto de 1902, Isabel abordó el S.S. Philadelphia, un vapor que partió de San Juan, Puerto Rico con la ciudad de Nueva York como su destino. Ella envió un telegrama a su familia acerca de su llegada prevista, que normalmente estaría en los muelles de Nueva York. Pero, mientras que el S.S. Philadelphia estaba en camino, el Comisionado de Inmigración, del Departamento del Tesoro de los Estados Unidos, general F. P. Sargent había emitido nuevas pautas migratorias, que cambiaron el estatus de Isabel y de sus compatriotas, a la de extranjeros. Isabel y los demás llegaron el 24 de agosto de 1902, y fueron trasladados a Ellis Island.
El nuevo comisionado de inmigración en Ellis Island era William Williams, un exabogado de Wall Street. Fue agresivo concibiendo prohibiciones legales a los "extranjeros probables en convertirse en carga pública", y aplicó estrictamente las leyes de inmigración. Williams dirigió a los inspectores tratando a los "extranjeros puertorriqueños" como sospechosos si viajaban con menos de diez dólares. También instruyó a sus inspectores para etiquetar de "carga pública" a madres solteras y a sus hijos, a pesar de que la mayoría de ellos tenían trabajos en espera para ellos. Su política dictaba que "las mujeres solteras embarazadas siempre serían detenidas para una mayor investigación", y que las mujeres solteras fueran liberadas solo si los familiares llegaron a reclamarlos.
Isabel fue detenida por el Comisionado de Inmigración, en ese puerto, como "inmigrante extranjera", con el fin de que pudiera ser devuelta a Puerto Rico, si parecía probable que se convirtiera en una carga pública. Isabel tenía once dólares en efectivo a su persona, y su familia fue a buscarla, sin embargo, los funcionarios de inmigración descubrieron su embarazo durante su inspección, y una Junta de Investigación Especial abrió un expediente (nota: su apellido fue posteriormente mal escrito como "Gonzales" por los funcionarios de inmigración).

## Audiencias de la Junta
La audiencia se celebró al día siguiente y el tío de González, Domingo Collazo, y su hermano, Luis González, se reunieron con ella (a su novio no se le permitió abandonar su puesto de trabajo). Durante las audiencias, la familia se centró en la cuestión de preservar el honor de Isabel, y el llevarla a Nueva York. Los inspectores pesaron prueba de las relaciones familiares legítimas, a través de presunciones de ciertos tipos de mujeres que fuesen madres inadecuadas, y ciertos tipos de hombres eran padres y esposos insuficientes. Williams dijo:
"Sería una cosa muy fácil, llenar este país rápidamente con los inmigrantes, sobre los que la responsabilidad de la correcta crianza de sus hijos se mostrase a la ligera, pero no se puede afirmar que esto redundará en beneficio del pueblo estadounidense."
Dos días más tarde, sin la ayuda del padre del hijo esperado de Isabel, el hermano de Isabel y la esposa de Domingo Collazo, Hermina Collazo (Hermina era la tía de Isabel, hermana de la madre de Isabel, Antonia Dávila), trataron de asegurar a la corte que podrían ayudar a Isabel. La familia González insistió en que no sería una carga para el Estado de Asistencia del sistema, ya que tenían los medios económicos para mantener a su parienta. Esos intentos fracasaron, en parte porque el novio de Isabel no se presentó en la audiencia. Las autoridades de inmigración pusieron énfasis en su ausencia, adoptando entonces su decisión de impedirlele entrar a EE. UU.
Collazo buscó en sus conexiones políticas y profesionales, pues en la década de 1890, había participado activamente en el Comité Revolucionario de Puerto Rico, un ala radical del Partido Revolucionario Cubano, que buscaba una revolución social antillana para mejorar la situación de los trabajadores y las personas de ascendencia africana. Había asistido a reuniones con los activistas antillanos Arturo Alfonso Schomburg y Rosendo Rodríguez. Collazo pidió un  habeas corpus para Isabel. Un amigo de Isabel, le relató la historia al abogado Orrel A. Parker. Su compañero Charles E. Le Barbier se interesó en el caso y presentó la petición de Collazo al Tribunal de Circuito de EE. UU. Distrito Sur de Nueva York. Siete semanas más tarde, el tribunal emitió su opinión, al dictaminar que la peticionaria era extranjera, y aceptando su exclusión.

## Corte Suprema de EE.UU.:Gonzales v. Williams
- Wikisource contiene obras originales de o sobre Isabel González.

El 30 de agosto de 1902, Federico Degetau, experto en derecho internacional y primer Comisionado Residente de Puerto Rico de la Cámara de Representantes de los Estados Unidos, consciente de la situación de Isabel, escribió al Secretario de Estado en protesta por las nuevas reglas que hacían a los puertorriqueños, sujetos a las leyes de inmigración. Su protesta fue remitida al Departamento del Tesoro. Degetau luego se puso en contacto con Le Barbier y Parker, quien le informó que tenían previsto apelar el caso de González ante el Tribunal Supremo.
Una vez perdido su recurso administrativo, Isabel cambió de táctica. Decidió apelar y llevar su caso a la Corte Suprema de los Estados Unidos, sin embargo, esta vez, en lugar de centrarse en el tema de "carga pública", decidió ocuparse de la cuestión de que todos los puertorriqueños son ciudadanos de los Estados Unidos y, como tal, no deben ser detenidos, tratados como extranjeros, ni negarles la entrada a EE. UU.
Degetau vio en el caso de Isabel González, un "caso testigo" perfecto, porque ahora no sería acerca de si los inspectores de inmigración, siguiendo las directrices prejuzgadas de conceptos despectivos de raza y género, consideraban a Isabel y a su familia indeseables. El caso ahora sería alrededor de la solución de la situación de todos los isleños, que estaban en vigor en el momento de que las posesiones españolas fueron anexadas por Estados Unidos. El 16 de febrero de 1903, Frederic René Coudert, Jr., un congresal, y abogado internacional del derecho, de Nueva York, que puso en marcha el Caso Downes v. Bidwell para clientes que protestaban por las tarifas que gravaban las mercancías enviadas de Puerto Rico a Estados Unidos, y se unió a Paul Fuller, y a Charles E. Lebarbier y Degetau en el caso González como colaborador.
El caso, que se conoció como Gonzáles v Williams, se discutió en la Corte Suprema de EE. UU. entre los días 4 al 7de diciembre de 1903, y fue presidida por Melville Weston Fuller. El caso provocó discusiones administrativas, legales y en los medios de comunicación sobre la situación de los puertorriqueños. También cuestionó las cuestiones de las doctrinas estadounidenses de inmigración y en el trato de los ciudadanos de Estados Unidos, principalmente a las mujeres y personas de color de piel oscura. González y sus abogados se movían entre los ámbitos jurídicos, con la ayuda de lenguajes compartidos sobre raza, género, y moral, mientras que el procurador general de EE. UU. Henry M. Hoyt, se centró en lo que él consideraba aquellos padres fallidos, criando a los hijos fuera de casa y de la moral, económicamente autosuficientes.
Isabel, quien estuvo en libertad bajo fianza, se casó en secreto con su novio y por lo tanto se convirtió en "una ciudadano de este país a través del matrimonio", y adquirió así el derecho a permanecer en Estados Unidos. Así, podría haber terminado su demanda, en lugar de eso decidió presionar su petición de que todos los puertorriqueños eran ciudadanos de EE. UU.
El 4 de enero de 1904, la Corte determinó que bajo las leyes de inmigración, González no era una extranjera, y por lo tanto no se le podía negar la entrada a Nueva York. El tribunal, sin embargo, se negó a declarar que era una ciudadana de EE. UU. Y así permanece hasta la actualidad: la cuestión de la ciudadanía de los habitantes puertorriqueños, su situación sigue siendo confusa, ambigua y controvertida. Los puertorriqueños han llegado a ser conocidos como algo intermedio: "nacionales no ciudadanos".

## Secuelas
Isabel tuvo cinco hijos. Se casó con Juan Francisco Torres, el 17 de noviembre de 1915, y se quedó en Nueva York hasta 1930, cuando se mudaron a Nueva Jersey (1930 censo municipal, Cranford, NJ). Ella siguió activamente la causa de la ciudadanía estadounidense, para todos los puertorriqueños, porque creía que si el pueblo de Puerto Rico fuese engañado por una honorable ciudadanía española, los Estados Unidos estaban obligados a extender a los puertorriqueños un nuevo estatus honorable de ciudadanía estadounidense.
Escribió y publicó en el New York Times que la decisión y los acontecimientos que rodearon su caso, reveló que Estados Unidos no trataba a los puertorriqueños con honor, sin cumplir las promesas a ellos, y marcándolos como inferiores a los "ciudadanos estadounidenses de pleno derecho". González escribió lo siguiente:
"Gen. Miles (Nelson A. Miles) fue a Puerto Rico para salvarnos, y proclamó a los amplios vientos su discurso 'liberador'. "Pero en lugar de la ciudadanía de EE.UU., los puertorriqueños consiguieron un estatus de incongruencia real (actual) "ni estadounidense ni extranjero," ya que así terminó la Suprema Corte de Estados Unidos, a propósito de mi detención en la isla de Ellis por el delito de ser una "extranjero".
Federico Degetau viajó a Washington D. C., como el primer "Comisionado Residente Puertorriqueño," o representante no votado. Allí, se dedicó a la lucha por obtener la ciudadanía de EE. UU. para todos los puertorriqueños.
Frederic René Coudert, Jr. se convirtió en un miembro del Senado Estatal de Nueva York, entre 1939 a 1946, y fue elegido como republicano a la Octogésima y para los cinco sucesivos Congresos (3 de enero de 1947 hasta el 3 de enero de 1959, no siendo candidato para el Congreso 86.º).

## Legado
La lucha de Isabel no fue en vano, en 1917, el Congreso de Estados Unidos aprobó la ley Jones-Shafroth que otorgó la ciudadanía estadounidense a todos los ciudadanos de Puerto Rico y se dejó la conscripción extendida a toda la isla. El acto, que fue promulgado como ley por el Pte. Woodrow Wilson el 2 de marzo de 1917, también revisó el sistema del gobierno de Puerto Rico. Isabel González se trasladó a Cranford Township, Nueva Jersey alrededor de 1930, con su esposo Juan Francisco Torres. Sus descendientes fueron a vivir a Nueva Jersey, Florida, California, y Colorado. Falleció el 11 de junio de 1971 y está enterrada junto a su marido en el cementerio Holy Cross, North Arlington, Nueva Jersey. Su bisnieta, Belinda Torres-Mary, ahora sigue activamente manteniendo información sobre la historia de Isabel y la lucha de la inmigración, y es la encargada de los documentos de la familia.

## Demás lecturas
- Civic Ideals: "Conflicting Visions of Citizenship in U.S. History"; por Rogers M. Smith; pp. 438; ed. Yale University Press, 1997; ISBN 0-300-07877-3, ISBN 978-0-300-07877-0

El Caso Judicial innovador, de inmigración, de Isabel González fue publicado más tarde en los siguientes libros:
- "De Antes Y De Ahora:  Colección de Artículos y Discursos" por Luis Sánchez Morales, 1936 (publicó Centro Editorial Rubén Darío, Madrid, España)
- "Puerto Rican Almanac":  "Almanaque Puertorriqueño Asenjo" (1937) pp. 97-98